# Ang Chan II
Ang Chan II , né vers 1792 et mort en décembre 1834 à Oudong, est roi du Cambodge de 1806 à 1834 sous le nom de règne de « Outey Reachea III (Udayaraja III) ».

## Biographie
Fils du roi Ang Eng, il n'est âgé que de 4 ans à la mort de son père en 1796/1797. Le gouvernement du pays est confié par le Siam, qui se considérait comme le suzerain du Cambodge, au Mandarin Pok, qui gouverne le pays pendant 10 ans pour le compte de la cour de Bangkok, avec l'ancien régent Bên, qui s'était installé dans la province de Battambang.
En 1806, après la mort de Pok, le roi de Siam accepte de couronner Ang Chan et lui donne comme épouse une fille de Bên. Pour marquer son indépendance vis-à-vis de ses frères Ang Em et Ang Snguon, qu'il considérait comme trop proches de son puissant protecteur siamois, il se rapproche de l'empereur du Viet Nam Gia Long, dont il accepte d'être le vassal.
Le Siam réagit par une invasion du Cambodge. Le roi Ang Chan II s'enfuit alors à Saïgon et ses deux frères sont nommés régents en 1811. Le roi revient avec une armée vietnamienne et après la fuite des régents à Bangkok, il réussit à s'installer à Oudong le 14 mai 1813, avec l'appui des soldats vietnamiens.
Pour accepter son rétablissement sur le trône, le Siam annexe le territoire compris entre les monts Dângrêk et la région de Prohm Tép ainsi que les provinces de Melou Prei, Tonlé Repou (provinces que le Cambodge ne récupérera que sous le protectorat français en 1904) et de Stoeng Treng.
Le roi Ang Chan II continue de régner sous l'étroite tutelle du Viet Nam jusqu'à sa mort de la dysenterie en 1834.

## Postérité
Le roi Ang Chan a eu au moins quatre épouses, dont il a eu plusieurs enfants :
1) La princesse Tép, fille du régent Bên.
- Une fille : la princesse Ang Pen (née en 1809, déportée au Vietnam et noyée par les vietnamiens en 1840).

2) La princesse Krachap
- Une fille, la future reine Ang Mey

3) La princesse Pèn
- Une fille, la princesse Ang Snguon (née en 1829) qui épouse son cousin, le prince Ang Bhim (1824 - 1855), fils du régent Ang Eng.

4) La princesse Yos
- Un fils, le prince Poukombo (né en 1818).
- Une fille, la princesse Ang Pou (née en 1822, déportée au Vietnam), qui épouse son oncle, l

## Sources
- Achille Dauphin.-Meunier Histoire du Cambodge Que sais-je ? N° 916 P.U.F Paris 1968.
- Khin Sok « Quelques documents khmers relatifs aux relations entre le Cambodge et l'Annam en 1843 ». Dans : Bulletin de l'École française d'Extrême-Orient. Tome 74, 1985. p. 403-421.